# Христофор Миськів
о. Христофор Миськів, ЧСВВ (хресне ім'я Гавриїл, порт. Cristóforo Myskiw; 19 травня 1905, Слободниця — 7 червня 1973, Прудентополіс) — український церковний діяч, ієромонах-василіянин, педагог, проповідник, душпастир на Закарпатті і в Бразилії, засновник світського Інституту Катехиток Серця Христового (1940).

## Життєпис

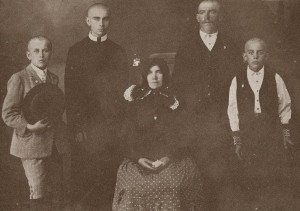
Брати Петро, Гавриїл (бр. Христофор) і Володимир Миськіви з мамою та вітчимом

Народився 19 травня 1905 року в селі Слободниця в історичній області Славонія, яка тоді була частиною Австро-Угорської імперії (тепер Хорватія). Його батько Гавриїл (1880—1918) походив із с. Чабарівка Гусятинського повіту, а мати Катерина Назарук (1879—1959) — з с. Цеблів, Сокальського повіту. Мав двох братів і двох сестер: Петра в ЧСВВ — о. Павло (1911—1984), Володимира, Ганну і Марію (1908—1922).
Початкову школу, Гавриїл Миськів закінчив у рідному селі Слободниця в 1911—1916 роках. Опісля, продовжив навчання у бурсі отців францисканців у Славонському Броді. У франциканській школі у нього з'явився намір вступити до Ордену Братів Менших, однак, за порадою владики Діонісія Няряді, вирішив вступити до Василіянського Чину. Четвертий рік гімназії (1920—1921) закінчив у Вараждині. 27 вересня 1921 року Гавриїл Миськів вступив на новіціят у Мукачівському монастирі отців василіян. На облечинах отримав чернече ім'я Христофор. Після перших обітів (10 травня 1923) навчався на гуманістиці в Лаврівському монастирі (1923—1926). Через проблеми зі здоров'ям змушений був перервати студії і впродовж двох років (1926—1928) навчав на новіціяті в Мукачеві грецької і латинської мов. 7 квітня 1927 року в Мукачеві склав вічні обіти. У 1928—1930 роках закінчив студії філософії в Добромильському монастирі, а в 1930—1932 роках — богослов'я в Кристинополі.
21 вересня 1932 року ієрейське рукоположення йому уділив в Ужгороді владика Олександр Стойка. Після висвячення був професором гуманістики в Малому Березному (1932—1933), вікарієм дому (1933—1934) і знову вчив гуманістику вже в Мукачеві (1934—1935). Разом із о. Іваном Сатмарієм встіпив до Пласту при торгівельній академії, якою управляв о. Августин Волошин і обоє священників стали для членів Пласту капеланими. У 1935—1937 роках був префектом конвікту в Ужгороді, що тоді був на етапі перетворення на приватну гімназію під проводом василіян. На доручення настоятелів у 1937—1939 роках о. Христофор поглиблював свої знання Карловім університеті в Празі, спеціалізуючись у математиці і фізиці. Крім того, він також паралельно навчався у Українському Вільному Університеті на філософічному факультеті. Після часткової окупації угорцями Закарпаття після Віденського арбітражу 2 листопада 1938 року, переїхав із василіянською гімназією з Ужгорода до Великого Бичкова, звідки попросився до Хусту. Брав активну участь у відбудові Карпатської України та завзято працював як військовий капелан у Карпатській Січі.

Отці Христофор (ліворуч) і Павло Миськів (праворуч) у Трієсті (1950 р.)

Усередині березня 1939 року угорські війська окупували Карпатську Україну і о. Христофору Миськіву як капелану Карпатської Січі, котрий брав активну участь в обороні карпатських кордонів, з боку угорського уряду грозило ув'язнення. Однак йому вдалося уникнути арешту й добратися до Праги, де він продовжив своє навчання з філософії, яке закінчив 23 травня 1939 року. У Чехії, він проживав у Мельнику, неподалік Праги, у монастирі капуцинів. Незабаром отримав запрошення на місійну працю на Південноамериканський континент і у вересні 1939 року прибув до Бразилії і оселився у василіянському монастирі св. Йосафата в м. Прудентополіс. У Бразилії, о. Христофор продовжив працю у проводі Апостольства Молитви, виголошував реколекції та займався місіонерською діяльністю.
У 1940 році заснував товариство Апостолок Серця Христового, яке пізніше перейменували на Інститут Катехиток Серця Ісусового (ІКСІ). 16 листопада 1950 року, Священна Конгрегація для Східних Церков, канонічно потвердила Устав Товариства Апостолок Серця Ісусового. Їхнє служіння значно полегшило працю бразилійських місіонерів на розкинутих українських колоніях та пожвавило катехизацію між українською молоддю в занедбаних поселеннях Бразилії, Аргентини та Парагваю. 12 червня 1971 року декретом Конгрегації для Східних Церков ІКСІ було піднесене до гідності Інститутів Папського Права. Перші 10 років у Бразилії отець Миськів провів у Прудентополісі, передусім у праці над розбудовою цього Інституту. 1948 року став консультором новосформованої провінції святого Йосифа і в 1949—1953 роках був ігуменом монастиря в Іваях, крім цього у 1949—1956 роках навчав філософії. Тоді він був призначений економом провінції і переїхав до Понтаґросси, а згодом коли був іменований консультором провінції (1959), переїхав до Куритиби. Обов'язки провінційного економа сповняв і в новій курії в 1963—1969 роках, хоч деякий час (1962—1966) мусів перебувати в Аргентині, у зв'язку з заснуванням та розбудовою перших осідків Катехиток в Обера (Місіонес) та в Парагваї. На початку 1966 року о. Христофор Миськів повернувся до Куритиби, де його призначили настоятелем та доручили закінчувати будівництво студійного дому.
У 1968 році важко занедужав і після довгих п'яти років хвороби помер 7 червня 1973 року в Прудентополісі. Похований на Прудентопільському василіянському цвинтарі.

## Вшанування пам'яті
- У м. Прудентополіс у головному домі Інституту Катехиток Серця Христового діє меморіальна кімната (музей) о. Христофора Миськіва, ЧСВВ[2],
- Одна із державних шкіл м. Прудентополіс названа на честь о. Христофора Миськіва (порт. Escola Estadual Padre Cristóforo Myskiv)[3].